# Soboli
Soboli är en ort i Kroatien.   Den ligger i länet Gorski kotar, i den västra delen av landet, 130 km väster om huvudstaden Zagreb. Soboli ligger 323 meter över havet och antalet invånare är 172.
Terrängen runt Soboli är varierad. Runt Soboli är det glesbefolkat, med 20 invånare per kvadratkilometer. Närmaste större samhälle är Rijeka, 7,2 km väster om Soboli. I omgivningarna runt Soboli växer i huvudsak blandskog.